# 协调世界时

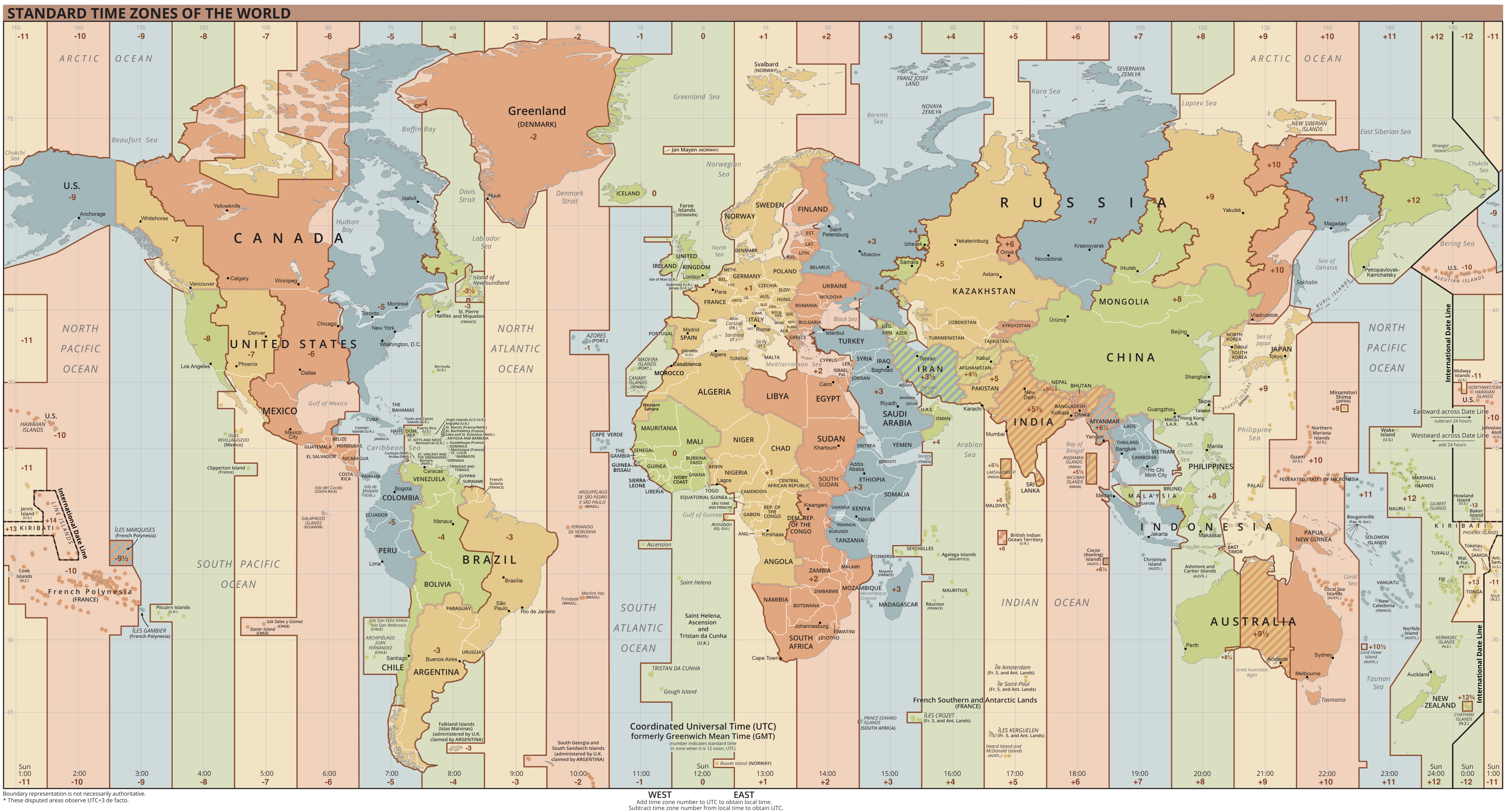
世界地图上的现行时区

协调世界时（英語：Coordinated Universal Time，简称UTC）是最主要的世界時間標準，其以原子时的秒长为基础，在时刻上尽量接近于格林尼治标准时间。台灣採用CNS 7648的《資料元及交換格式–資訊交換–日期及時間的表示法》（與ISO 8601類似）稱之為「世界協調時間」。
协调世界时是世界上调节时钟和时间的主要时间标准，它与0度经线的平太阳时相差不超过1秒，并不遵守夏令时。协调世界时是最接近格林威治标准时间（GMT）的几个替代时间系统之一。对于大多数用途来说，UTC时间被认为能与GMT时间互换，但GMT时间已不再被科学界所确定。
协调世界时（UTC）正式形成于1963年国际无线电咨询委员会的374号建议中，该建议由多国时间实验室共同提出。人们对该时间系统进行过数次调整，直到1972年引入了闰秒机制，调整工作得以简化。也有很多人提议用一个没有闰秒的时间系统来替换掉协调世界时，但目前尚未就此达成一致。
现行的协调世界时根据国际电信联盟的建议《Standard-frequency and time-signal emissions》(ITU-R TF.460-6)所确定。UTC基于国际原子时，并通过不规则的加入闰秒来抵消地球自转变慢的影响。闰秒在必要的时候会被插入到UTC中，以保证协调世界时（UTC）与世界时（UT1）相差不超过0.9秒。

## 縮寫
協調世界時的縮寫為UTC。國際電信聯盟希望協調世界時能夠在所有語言有單一的縮寫。英語和法語區的人同時希望各自的語言縮寫－CUT和TUC能夠成為國際標準，結果最後妥協使用UTC，這個縮寫跟從世界時變種（UT0、UT1、UT2、UT1R等等）的縮寫模式相似。

## 机理
协调世界时把时间分为天、小时、分钟和秒。通常，天是使用格里历（公历）定义的，但也能使用儒略日。每天包含24小时，每小时包含60分钟。一分钟通常有60秒，但加入了随机的闰秒后，一分钟可能是61秒或59秒。因此，在UTC系统的时间尺度中，秒和比秒小的单位（毫秒、微秒等）其长度是固定的，但是对于分钟和比分还大的单位（小时、天、周等），其长度是可变的。国际地球自转服务组织（IERS）做出插入闰秒的决定，并至少在加入前6个月发布在该组织的“公告C”中 。闰秒是无法提前很早预知的，因为地球的自转速率是不可预测的。
几乎所有的UTC天都包含 86,400 SI秒，即每分钟正好有60秒。然而，由于一个平太阳日比 86,400 SI秒稍微长一些，偶尔会有一个UTC天的最后一分钟被调整为61秒。多出的这一秒被称为闰秒，它体现了上一闰秒后比平太阳日多出来的全部时长（大约每天2毫秒）。一个UTC天的最后一分钟也可以是59秒，以此来适应地球自转得更快的情况，但是这样的可能性很小，至今还没有出现过。UTC天的长度不规则意味着带小数的儒略日和UTC时间不能很好的对应。
为了保证协调世界时很接近世界时UT1，UTC从基于TAI的线性方程转变成另一方程时，偶尔会出现不连续点。这些不连续点以闰秒的形式体现出来，这些不连续点就是造成了UTC天的长度不规则的闰秒。IERS规定不连续点仅出现在6月或12月底，但也有规定将3月或者9月作为备选 。国际地球自转服务组织(IERS)跟踪并公布UTC时间和世界时的差别，即DUT1 = UT1 - UTC，另外，IERS也负责引入不连续的闰秒来保证它们的时间差DUT1在±0.9秒之间。
由于时间膨胀效应，不在大地基准面或者快速运动的标准时钟，将不会和UTC时间保持同步。因此，在必要的时候，从大地基准面时钟有确定关系的时钟那里获取的遥感信号，可以用来提供UTC时间，比如装在航天器等位置上的时钟。
如果查询不到描述两UTC时刻之间闰秒数量的列表，就不可能计算出这段时间内的精确时差。相应的，计算出一段以未来时刻为终点的时间间隔的时差也是不可能的，因为其中可能包含了数量不定的闰秒(比如，“现在”和“2099-12-31 23:59:59”之间有多少TAI秒)。因此，许多要求长期(多年)高精度测量的科学应用使用TAI来代替UTC时间。TAI也经常被用在不能处理闰秒的系统中。GPS时总是恰好比TAI时落后19秒(TAI时和GPS时都不受UTC中引入的闰秒影响)。

## 历史
国际原子时的误差为每日数纳秒，而世界时的误差为每日数毫秒。对于这种情况，一种称为协调世界时的折衷时标于1972年面世。为确保协调世界时与世界时相差不会超过0.9秒，在有需要的情况下会在协调世界时内加上正或负闰秒。因此协调世界时与国际原子时之间会出现若干整数秒的差别。位于巴黎的国际地球自转事务中央局负责决定何时加入闰秒。
1884年，在华盛顿召开了国际子午线会议(International Meridian Conference)，英国格林尼治皇家天文台的当地平太阳时被指定为通用日，以午夜零时作为当天的起点。这种规定符合民用格林尼治时间(GMT)，民用GMT自1847年起就在大不列颠岛使用。相比之下，天文GMT开始于当天午夜后12小时的中午，直到1925年1月1日都是如此。与之相反，航海GMT开始于当天午夜前12小时的中午，至少到了1805年英国皇家海军还在使用，航海GMT在其他地方又被使用了更长的时间，因为1884年的国际子午线会议提到了它。1884年，有三分之二的图表和地图使用格林尼治子午线(Greenwich Meridian)作为它们的本初子午线(Prime Meridian)。1928年，国际天文联合会(International Astronomical Union)引入了世界时(UT)的概念来指代GMT，UT的一天开始于GMT的午夜。直到20世纪50年代，广播时间信号都是以世界时UT為準，因此也以地球的自转為準。
1955年，铯原子钟的发明，提供了一种比天文观测更稳定且更方便的授时机制。1956年，美国国家标准局(U.S. National Bureau of Standards)和美国海军天文台(U.S. Naval Observatory)开始研究以原子频率為準的时间尺度。到了1959年，这些时间尺度被用来生成WWV时间信号，并通过广播它们的无线电台广为人知。1960年，美国海军天文台、英国格林尼治皇家天文台以及英国国家物理实验室(UK National Physical Laboratory)协调了它们的无线电广播，由此时间的步长和频率的变化得到了协调，这样产生的时间尺度也被正式命名为“协调世界时”。
1958年，将新确立的铯原子跃迁频率和历书秒联系起来的数据被公布。当历书秒在支配太阳系行星和卫星运动的定律中充当自变量时，历书秒这种时间间隔可以使得这些定律能够准确预测太阳系中天体的观测位置。在观测精度允许的范围内，历书秒的长度是一定的，就像原子秒一样。这次公布的数据使得原子秒的某一长度值可以妥善地用于天体运动定律中。
1961年，国际时间局开始在国际上协调不同的UTC时间( 但是直到1967年国际天文学联合会才采用“协调世界时”这个命名 ) 。从那以后，每几个月就会出现时间跳跃的情况，频率的改变发生在每年的年末。每次跳跃都使时间增加100毫秒，这种UTC时间旨在能和世界时UT2保持很近似。
1967年，国际单位制秒根据铯原子钟产生的频率被重新定义，这样定义的秒实际上和历书时的秒长度一样。这个频率就是1958年以来暂时用于TAI时间的频率。很快人们发现让不同长度的UTC秒和SI秒并存于TAI中是不对的。人们认为，时间信号保持在一个恒定的频率会更好，而那个频率应该和SI秒相符合。因此，有必要依赖于时间跳跃来保持时间信号和世界时UT很接近。人们在一个被称为“跳跃原子时”(SAT)的服务中尝试了这项实验，SAT时的秒长和TAI时的秒长一致，另外SAT使用了长度为200毫秒的时间阶跃来保持其和世界时UT2的同步。
在UTC以及SAT系统中进行频繁的时间跳跃并不令人满意。1968年，G. M. R. Winkler以及铯原子钟的发明人Louis Essen，各自独立地提出时间阶跃的长度应仅为1秒。连同UTC的秒长应和TAI的秒长一致的观点，这样的系统最终得到了认可。UTC时间的最后一次不规则时间跳跃发生在1971年底，其长度为0.107758TAI秒，因此UTC时间1972年1月00:00:00恰好等于TAI时间的1972年1月00:00:10，这样一来UTC和TAI之间的时间差就被调整为了整数秒。同时，UTC时间每秒的变化和TAI的变化精确地一致。另外，UTC时间也开始在时刻上更接近UT1而非UT2。一些报时信号开始播报UT1和UTC之间的修正值DUT1，来满足那些需要比当前UTC更接近UT1的应用。

## 用途
这套时间系统被应用于许多互联网和万维网的标准中，例如，网络时间协议（NTP, Network Time Protocol）就是协调世界时在互联网中使用的一种方式。
在军事中，协调世界时区会使用“Z”来表示。而在航空上，所有使用的時間劃一規定是協调世界時。而且Z在无线电中應以北约音标字母讀作“Zulu”，协调世界时也会被称为“Zulu time”。比如說飛機在香港時間（UTC+8）18:00整起飛，就會寫成1000z，又或者讀作“1000Zulu”。

### 日常使用
如果本地時間比UTC時間快，例如中国大陸、香港、澳门、臺灣、蒙古国、菲律宾、新加坡、马来西亚、澳大利亚西部的時間比UTC快8小時，就會寫作UTC+8，俗称东八区。相反，如果本地時間比UTC時間慢，例如夏威夷的時間比UTC時間慢10小時，就會寫作UTC-10，俗称西十区。

### 极地
所有经线都在南极和北极汇聚，所以任何时区都可以在南极和北极使用。实践中，极地探险家和科学家只需选择最方便的时区即可。

### 引用
1. . 中华人民共和国国家质量监督检验检疫总局、中国国家标准化管理委员会. 2005-03-28.
2. . 香港天文台.   [2020-09-10]. （原始内容存档于2020-09-12）.
3. . 澳門氣象局.   [2020-01-16]. （原始内容存档于2020-01-16）.
4. . 樂詞網. 國家教育研究院 （中文（臺灣））.
5. ↑  Guinot 2011，第S181頁.
6. 1 2  McCarthy & Seidelmann 2009，第227頁.
7. ↑  ITU Radiocommunication Assembly 2002.
8. ↑  Time Service Dept. c. 2009.
9. ↑  National Institute of Standards and Technology 2012.
10. ↑  .   [2010-05-12]. （原始内容存档于2010-07-26）.
11. ↑   (PDF). 1976  [2014-02-02]. （原始内容存档 (PDF)于2019-05-02）. Resolution no. 3 by Commissions 4 (Ephemerides/Ephémérides) and 31 (Time/L'Heure) (near the end of the document) "recommend that the following notations be used in all languages", UT0(i), UT1(i), UT2(i), UTC, UTC(i), UT, where (i) is institution "i".
12. ↑  ITU Radiocommunication Assembly 2002，第3頁.
13. ↑  International Earth Rotation and Reference Systems Service 2011.
14. ↑  McCarthy & Seidelmann 2009，第229頁.
15. ↑  McCarthy & Seidelmann 2009，chapter 4.
16. ↑  History of TAI-UTC c. 2009.
17. ↑  McCarthy & Seidelmann 2009，第217, 227–231頁.
18. ↑  Howse 1997，第133–137頁.
19. ↑  McCarthy & Seidelmann 2009，第10–11頁.
20. 1 2  McCarthy & Seidelmann 2009，第226–227頁.
21. ↑  "The second is the duration of 9192631770 periods of the radiation corresponding to the transition between the two hyperfine levels of the ground state of the cesium 133 atom." CGPM (1960, Resolution 9, as quoted in Bureau International des Poids et Mesures 2006, 133)
22. ↑  Markowitz et al. 1958.
23. ↑  Nelson & McCarthy 2005，第15頁.
24. ↑  Nelson et al. 2001，第515頁.
25. ↑  Markowitz 1988.
26. ↑  Essen 1968，第161–5頁.
27. ↑  Seidelmann 1992，第85–87頁.
28. ↑  Nelson, Lombardi & Okayama 2005，第46頁.
29. ↑  . BBC科学焦点杂志.   [2023-07-21]. （原始内容存档于2023-07-21）.